# 史忠植
史忠植（1941年9月—），男，中国人工智能科学家，中国科学院计算技术研究所研究员，中国计算机学会会士，中国人工智能学会会士，曾任中国人工智能学会副理事长。